# 헬름슈테트

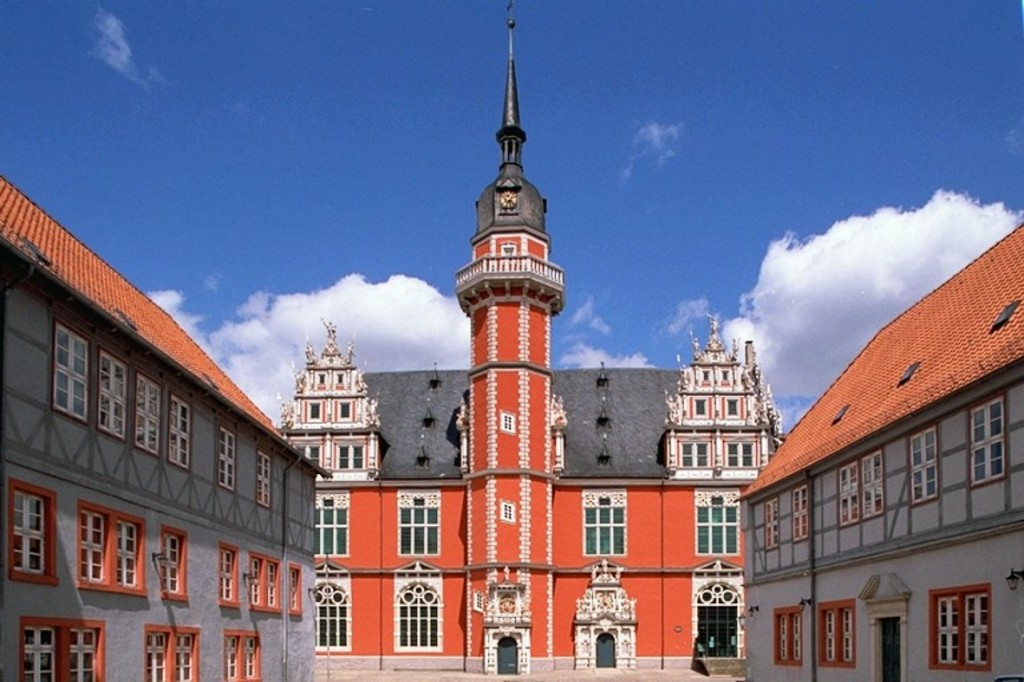
율레움 헬름슈테트(Juleum Helmstedt)

헬름슈테트(독일어: Helmstedt)는 독일 니더작센주에 위치한 도시로 면적은 46.97km2, 높이는 123m, 인구는 23,254명(2015년 12월 31일 기준), 인구 밀도는 500명/km2이다. 브라운슈바이크에서 동쪽으로 약 36km, 마그데부르크에서 서쪽으로 약 45km, 하노버에서 동쪽으로 약 90km 정도 떨어진 곳에 위치한다.
952년 문헌에 처음 등장했다. 1949년부터 1990년까지는 서독과 동독 국경 지대에 설치된 헬름슈테트-마린보른(Helmstedt-Marienborn) 검문소가 들어섰다.

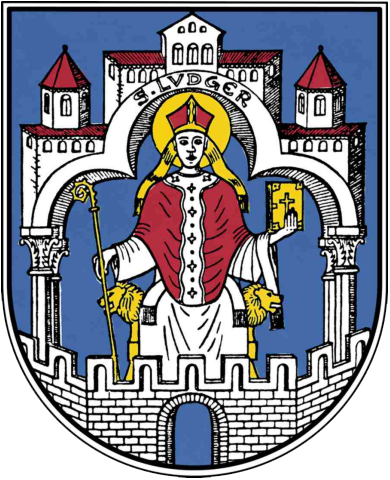
시 문장

## 자매 도시
- 프랑스 비트레
- 미국 앨버커키
- 이탈리아 피우지
- 독일 할덴슬레벤
- 벨라루스 스베틀라호르스크
- 루마니아 오러슈티에